# Патријарх бугарски Кирил
Патријарх бугарски Кирил (буг. Кирил Български; Софија, 3. јануар 1901 — Софија, 7. март 1971) је био патријарх Бугарске православне цркве од 1953. до 1971. године.

## Биографија
Рођен је 3. јануара 1901. године у Софији као Константин Марков Константинов. Његови родитељи су били Аромуни из места Грабово, који су преселили у Софију. Од 1914. до 1918, ишао је у софијску богословију, а затим студира теологију на Софијском универзитету „Свети Климент Охридски“. До пресуде комуниста избегао је прогон, преко Београда и Загреба и дошао у Чернивцу (данас у Украјина).
Године 1927. патријарх Кирил одбрањује докторат из теологије, исте година прима монашки постриг. Од 1928. до 1930. године студирао је Филозофију у Берлину.
Године 1936. рукоположен је у стобијског епископа. Године 1938. именован је за секретара Светог архијерејског синода. Касније је изабран пловдивског митрополита. Године 1943. супротставио се власти што се припрема за депортацију Јевреја у логор Пловдив.
Након комунистичког пуча 9. септембра 1944. године је ухапшен због лажних оптужби и проводи неколико месеци у затвору, али никада није осуђен. Године 1948. Кирил је предводио делегацију Бугарске православна цркве која учествује у међународној конференцији у Москви, која се противи екуменизму и политици Ватикана. Дана 10. маја 1953. изабран је за првог патријарха обновљене и канонски признате Бугарске православне цркве. Дана 20. новембра 1961. бугарски патријарх Кирил је одлучио да уђе у Светски савет цркава. Дана 18. јула 1968. Свети архијерејски синод Бугарске православне цркве предводио је патријарх Кирил који је објавио своју одлуку да промени јулијански календар на новојулијански календар.
Умро је 7. марта 1971. године и сахрањен у главном храму манастира Бачково.